# Chanson (à boire)
Pour les articles homonymes, voir Chanson à boire (homonymie).
Chanson (à boire) est une chanson anonyme écrite en 1793. au cours de la Révolution française.

## Interprète
Francesca Solleville dans l'album Musique, citoyennes !, sorti pour le bicentenaire de la Révolution en 1989.